# Mened
Mened är inom flera länders rättssystem ett brott varigenom den som avgivit vittnesed inför domstol, sedan i sitt vittnesmål ljuger på ett sådant sätt att detta påverkar målets utgång. Påföljden är vanligtvis fängelse. Man skiljer på mened och på att vägra besvara en fråga under huvudförhandling. I det sistnämnda fallet kan häktning komma i fråga.
Den som ljuger i en rättegång utan att ha avgivit ed men under sanningsförsäkran, gör sig skyldig till brottet osann partsutsaga.